# 上旭
上旭（かみあさひ）は、愛知県名古屋市緑区の町名。現行行政地名は上旭一丁目及び上旭二丁目。住居表示未実施。

## 地理
名古屋市緑区の北西部に位置し、東に篠の風と滝ノ水、西に万場山、南に滝ノ水、北に高根台と篠の風に接する。

## 歴史

### 町名の由来
鳴海町の小字名「上朝日出」による。「上旭出」とも書かれた。字名は、かつて旭出川と呼ばれる川が流れており旭出川の上流に当たる土地であることに由来する。「旭出」の名は、1560年（永禄3年）の桶狭間の戦いの際、織田信長が当地で朝日を眺めて勝ち戦の前兆を喜んだのだとの故事に因む。

### 沿革
- 1986年（昭和61年） - 鳴海町の一部より上旭一丁目、二丁目が成立[6]。

## 世帯数と人口
2019年（平成31年）3月1日現在の世帯数と人口は以下の通りである。
| 丁目       | 世帯数  | 人口  |
| ---------- | ------- | ----- |
| 上旭一丁目 | 231世帯 | 594人 |
| 上旭二丁目 | 160世帯 | 391人 |
| 計         | 391世帯 | 985人 |

### 人口の変遷
国勢調査による人口の推移
| 1995年（平成7年）  | 524人 | [ 8 ]  |  |
| 2000年（平成12年） | 701人 | [ 9 ]  |  |
| 2005年（平成17年） | 833人 | [ 10 ] |  |
| 2010年（平成22年） | 909人 | [ 11 ] |  |
| 2015年（平成27年） | 933人 | [ 12 ] |  |

## 学区
市立小・中学校に通う場合、学校等は以下の通りとなる。また、公立高等学校に通う場合、学区は以下の通りとなる。
| 丁目       | 番・番地等 | 小学校                 | 中学校                 | 高等学校 |
| ---------- | ---------- | ---------------------- | ---------------------- | -------- |
| 上旭一丁目 | 全域       | 名古屋市立滝ノ水小学校 | 名古屋市立滝ノ水中学校 | 尾張学区 |
| 上旭二丁目 | 全域       | 名古屋市立滝ノ水小学校 | 名古屋市立滝ノ水中学校 | 尾張学区 |

## 施設
- サンドラッグ 滝の水店

## その他

### 日本郵便
- 郵便番号 : 031-0011[3]（集配局：緑郵便局[15]）。